# Who let the heartache in
Who let the heartache in is een single van Patricia Paay uit 1981, met Will we meet again op de B-kant. Ze schreef de nummers samen met John van Katwijk. Hij werd geproduceerd door Pim Koopman. Beide nummers staan ook op haar elpee Playmate die hetzelfde jaar uitkwam. De single belandde in Nederland en België in de hitlijsten.

## Hitnoteringen
Nederlandse Top 40
| Hitnotering: van 8 augustus t/m 3 oktober 1981 | Hitnotering: van 8 augustus t/m 3 oktober 1981 | Hitnotering: van 8 augustus t/m 3 oktober 1981 | Hitnotering: van 8 augustus t/m 3 oktober 1981 | Hitnotering: van 8 augustus t/m 3 oktober 1981 | Hitnotering: van 8 augustus t/m 3 oktober 1981 | Hitnotering: van 8 augustus t/m 3 oktober 1981 | Hitnotering: van 8 augustus t/m 3 oktober 1981 | Hitnotering: van 8 augustus t/m 3 oktober 1981 | Hitnotering: van 8 augustus t/m 3 oktober 1981 | Hitnotering: van 8 augustus t/m 3 oktober 1981 |
| Week:                                          | 1                                              | 2                                              | 3                                              | 4                                              | 5                                              | 6                                              | 7                                              | 8                                              | 9                                              |                                                |
| ---------------------------------------------- | ---------------------------------------------- | ---------------------------------------------- | ---------------------------------------------- | ---------------------------------------------- | ---------------------------------------------- | ---------------------------------------------- | ---------------------------------------------- | ---------------------------------------------- | ---------------------------------------------- | ---------------------------------------------- |
| Positie:                                       | 31                                             | 23                                             | 18                                             | 14                                             | 11                                             | 9                                              | 10                                             | 17                                             | 31                                             | uit                                            |

Nationale Hitparade
| Hitnotering: van 8 augustus t/m 3 oktober 1981 | Hitnotering: van 8 augustus t/m 3 oktober 1981 | Hitnotering: van 8 augustus t/m 3 oktober 1981 | Hitnotering: van 8 augustus t/m 3 oktober 1981 | Hitnotering: van 8 augustus t/m 3 oktober 1981 | Hitnotering: van 8 augustus t/m 3 oktober 1981 | Hitnotering: van 8 augustus t/m 3 oktober 1981 | Hitnotering: van 8 augustus t/m 3 oktober 1981 | Hitnotering: van 8 augustus t/m 3 oktober 1981 | Hitnotering: van 8 augustus t/m 3 oktober 1981 | Hitnotering: van 8 augustus t/m 3 oktober 1981 |
| Week:                                          | 1                                              | 2                                              | 3                                              | 4                                              | 5                                              | 6                                              | 7                                              | 8                                              | 9                                              |                                                |
| ---------------------------------------------- | ---------------------------------------------- | ---------------------------------------------- | ---------------------------------------------- | ---------------------------------------------- | ---------------------------------------------- | ---------------------------------------------- | ---------------------------------------------- | ---------------------------------------------- | ---------------------------------------------- | ---------------------------------------------- |
| Positie:                                       | 32                                             | 27                                             | 19                                             | 24                                             | 21                                             | 24                                             | 20                                             | 19                                             | 23                                             | uit                                            |

Ultratop 50
| Hitnotering: 15 augustus t/m 17 oktober 1981 | Hitnotering: 15 augustus t/m 17 oktober 1981 | Hitnotering: 15 augustus t/m 17 oktober 1981 | Hitnotering: 15 augustus t/m 17 oktober 1981 | Hitnotering: 15 augustus t/m 17 oktober 1981 | Hitnotering: 15 augustus t/m 17 oktober 1981 | Hitnotering: 15 augustus t/m 17 oktober 1981 | Hitnotering: 15 augustus t/m 17 oktober 1981 | Hitnotering: 15 augustus t/m 17 oktober 1981 | Hitnotering: 15 augustus t/m 17 oktober 1981 | Hitnotering: 15 augustus t/m 17 oktober 1981 | Hitnotering: 15 augustus t/m 17 oktober 1981 |
| Week:                                        | 1                                            | 2                                            | 3                                            | 4                                            | 5                                            | 6                                            | 7                                            | 8                                            | 9                                            | 10                                           |                                              |
| -------------------------------------------- | -------------------------------------------- | -------------------------------------------- | -------------------------------------------- | -------------------------------------------- | -------------------------------------------- | -------------------------------------------- | -------------------------------------------- | -------------------------------------------- | -------------------------------------------- | -------------------------------------------- | -------------------------------------------- |
| Positie:                                     | 23                                           | 23                                           | 20                                           | 12                                           | 11                                           | 10                                           | 12                                           | 17                                           | 21                                           | 36                                           | uit                                          |